# HMS Valiant (S102)
O HMS Valiant foi o segundo submarino nuclear da Marinha Real Britânica e o primeiro da classe Valiant. Ele participou da Guerra das Malvinas em 1982. Foi aposentado em 1994.